# François Fertiault
François Fertiault, né le 25 juin 1814 à Verdun-sur-le-Doubs (Saône-et-Loire,) et mort le 5 octobre 1915 à Paris (9e), était un écrivain et poète français. Il a parfois publié ses œuvres sous le pseudonyme Altifuret Cranisof, anagramme de son nom et de son prénom, et a été le doyen de la Société des gens de lettres.

## Biographie
Fertiault était le fils d'un militaire en retraite qui avait combattu sous Napoléon et qui était devenu commis de l'octroi à Verdun-sur-le-Doubs. Grâce à l'aide de son oncle et d'un clerc, il fréquente une école de Chalon-sur-Saône à partir de 1820, et décroche son baccalauréat en 1834, à l'âge de 20 ans.
Durant sa scolarité, il fait insérer quelques vers dans Le XIXe siècle, qui est publié à Chalon-sur-Saône, notamment La Nuit du génie qui a été très remarqué. Les brouillons et ébauches littéraires de Fertiault se révèlent prometteurs, et Fertiault est embauché dans la foulée au sein de la rédaction du journal Patriote de Saône-et-Loire et fait ses débuts en tant que critique littéraire. Fertiault s'installe ensuite à Paris, où il travaille comme prote (chef d'un atelier typographique) pour l'imprimerie Dondey-Dupré à partir du 8 août 1835. En 1836, il est embauché par Bischoffsheimer en tant que secrétaire dans une banque, où il travaille jusqu'à la Révolution de 1848,. En 1842, il a contribué à La Nouvelle Revue française.
En 1841, François Fertiault se marie avec Julie Rodde, une des filles du journaliste Victor Rodde (1792–1835). Il aura un enfant avec elle, mais qui meurt durant l'enfance en 1856. Fertiault soutient sa femme dans ses œuvres littéraires et publie quelques livres avec elle.
Fertiault et sa femme s'installent à Paris quelques années plus tard et travaillent en tant qu'éditeurs du périodique Feuilleton de Paris de 1847 à 1851, puis de juin 1857 jusqu'en 1867 au Bulletin de l'union des poètes,. À côté de ses œuvres littéraires, Fertiault était également critique littéraire jusqu'à la fin de sa vie, s'occupant principalement de la littérature contemporaine et moderne.
Grâce à Alphonse Lemerre, Fertiault entre en contact avec le mouvement littéraire « parnassien » et collabore à la célèbre anthologie Le Parnasse contemporain. Il correspond également beaucoup avec le poète normand Alexandre Piédagnel,.
Sa femme Julie meurt en 1900. Fertiault se retire progressivement de sa carrière littéraire et meurt à l'âge de 101 ans le 5 octobre 1915 à Paris.

## Œuvres
Romans et récits
- Arthur ou le dîner de sept châtelains, 1837
- Au clair pays, 1897
- Le Dix-neuvième siècle. Satires, 1840 (avec Eugène Nus)
- Les Imperceptibles, 1903
- Les Voix amies, 1864 (avec Julie Rodde)

Poèmes
- Intimes et Familières, 1907
- Le Poème des larmes 1858 (avec Julie Rodde)
- Rimes bourguignonnes, 1899
- Sympathies, 1898

Livres d'enfance et de jeunesse
- La Bonne Étoile, 1845
- En Bourgogne, 1898
- La Chambre aux histoires, 1874
- Pâquerettes et Boutons d'or, 1844
- Les Petits Drames rustiques, 1875

Essais
- Histoire anecdotique et pittoresque de la danse chez les peuples anciens et modernes, Paris, Aubry, 1854, lire en ligne sur Gallica.
- Les Amoureux du livre, Claudin, Paris, 1877[9].
- Dictionnaire du langage populaire Verduno-Chalonnais, Bouillon, Paris, 1898.
- Les Drames et cancans du livre, Lemerre, Paris, 1900.
- Les Légendes du livre, Lemerre, Paris, 1886.
- Les Mystères du destin, Lemerre, Paris, 1888 (publié sous l'anagramme « Cranisof Altifuret »).
- La Vie du livre, Lemerre, Paris, 1909.

## Hommage
À Verdun-sur-le-Doubs, une rue porte son nom. Il existe aussi une impasse François-Fertiault à Chalon-sur-Saône.